# Edvard August Bergh
Edvard August Bergh, (August Edvard enl. Rotemansarkivet och Sveriges Dödbok), född 29 juni 1853 i Katarina församling, Stockholm, död 11 februari 1915 i Klara församling, Stockholm var en svensk dekorationsmålare, målarmästare och kyrkorestauratör.
Edvard Bergh var son till skomakaren Adolf Ulrik Bergh och Josefina Katarina Lundin. Han studerade vid Slöjdskolan i Stockholm. Han kom även att lära sig etsning och grafikern Axel Tallberg (1860–1928) framhöll att Bergh hade "goda tekniska insikter" och att han var en "rätt duktig tecknare".
Edvard Bergh företog flera studieresor i Europa: till Italien år 1892, till Frankrike 1900, samt till Tyskland och Danmark 1914. På Tekniska skolan i Stockholm verkade han som lärare i dekorativ målning 1902–15,  och hade även egen dekorationsfirma. Dessutom var han 1896–1906 vice ordförande, respektive ordförande, i Målarmästareföreningen.

## Konsthantverk
Edvard Bergh ägnade sig flitigt åt kyrkligt måleri, både i form av restaureringar och genom bidrag med egna konstverk. Han kom att arbeta i ett 70-tal kyrkor, bland annat i flera domkyrkor. Dessutom gjorde han dekorationer i ett flertal privata hus.

## Verk i urval
- Bromma kyrka, Uppland (1905)[5]
- Kaga kyrka, Östergötland: Kalkmålning i korabsiden 1907
- Strängnäs domkyrka, Södermanland, rengöring av valv
- Uppsala domkyrka, Uppland, takmålningar i koret
- Västerås domkyrka, Västmanland, al secco-målningar från 1896-1898.
- Guldsmedshyttans kyrka, Lindesberg: dekorationsmålning med flera andra i kyrkan 1895
- Norbergs kyrka, Västmanlands län, dekormålningar i kyrkorummets valv och väggar (1903-1904)

## Galleri
Edvard August Bergh som kyrkorestauratör och dekorationsmålare

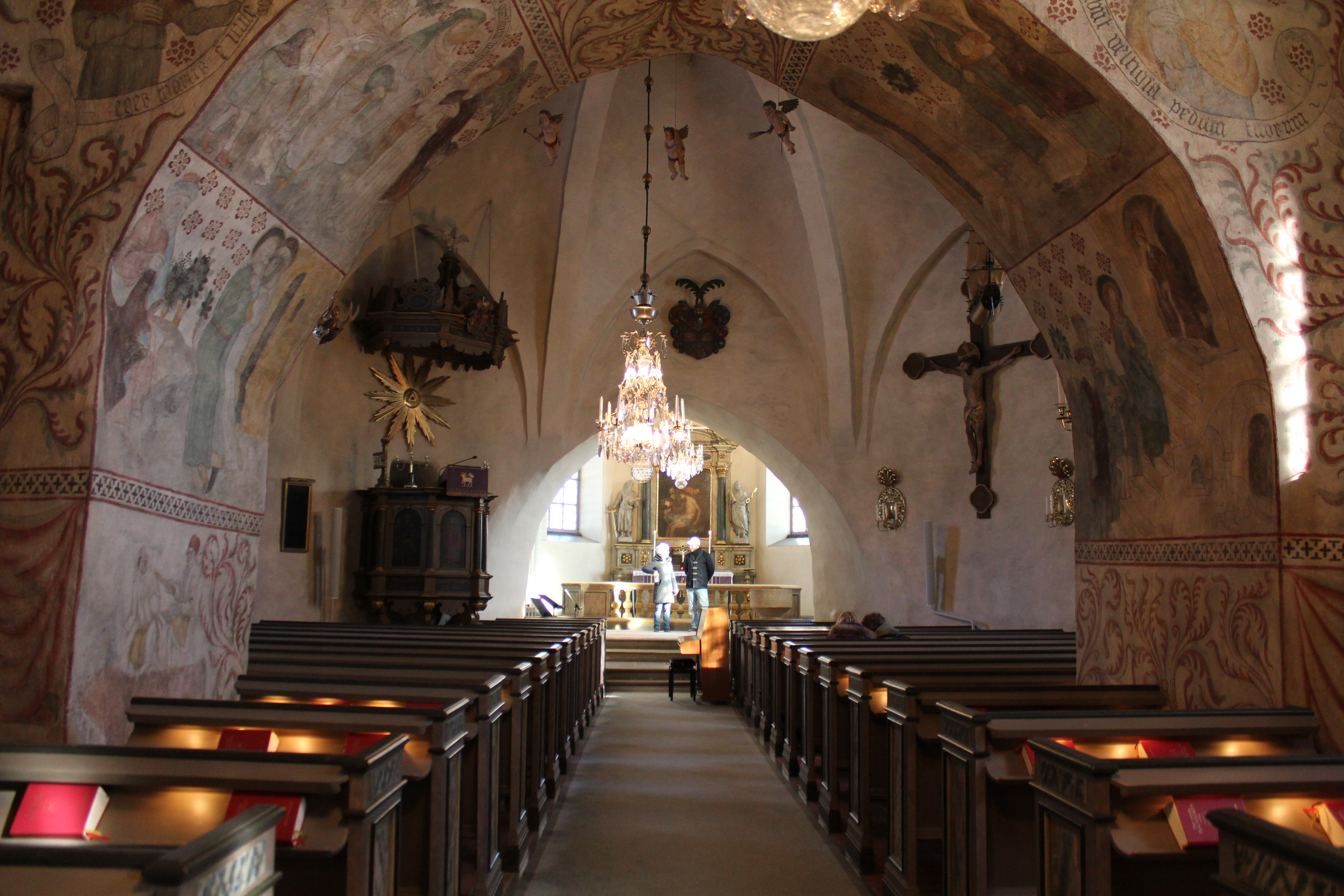
Bromma kyrka, interiör mot koret, restaureringen gjordes 1905.
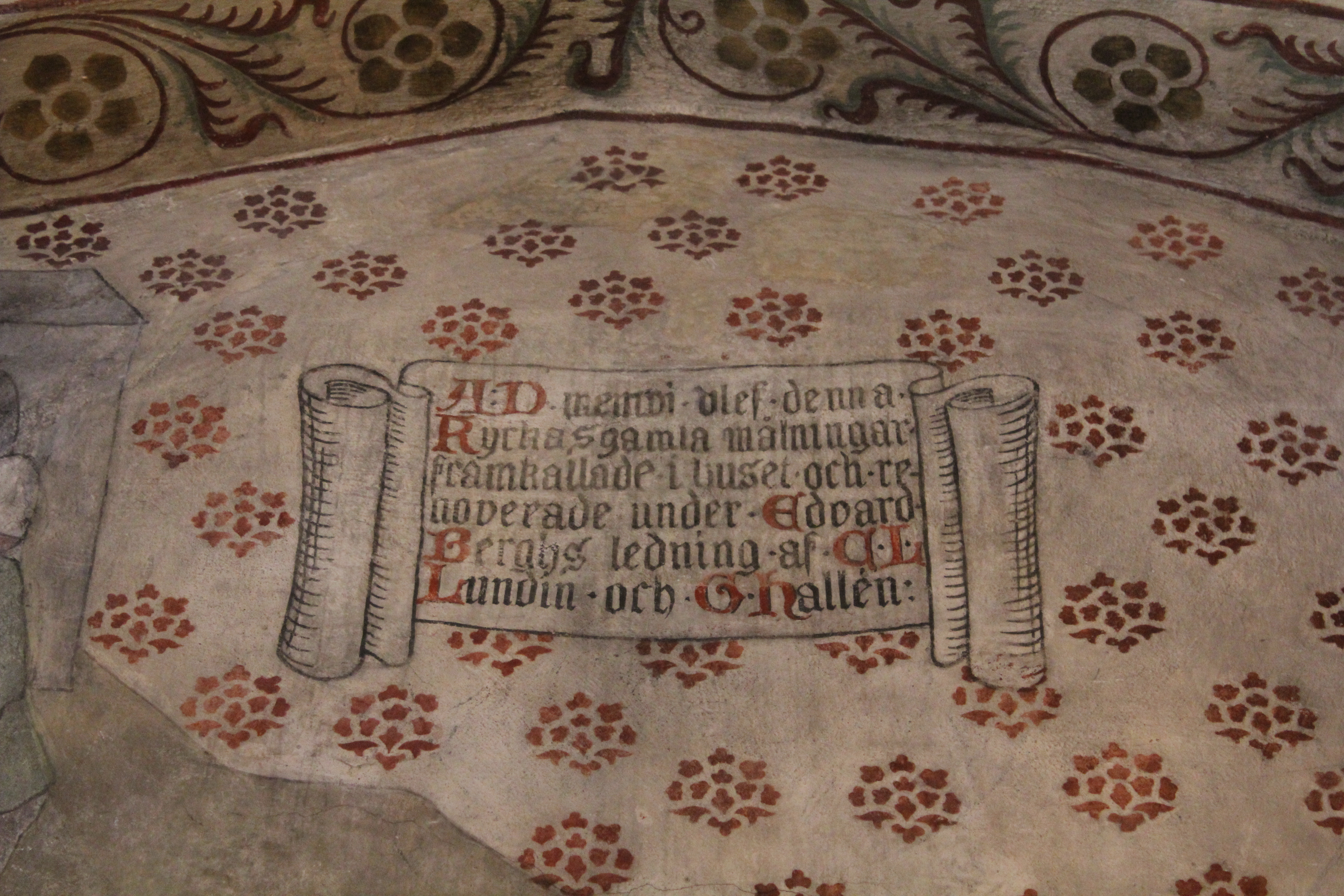
Bromma kyrka, väggmålning av Albertus Pictor med minnesskrift över restaureringen 1905.
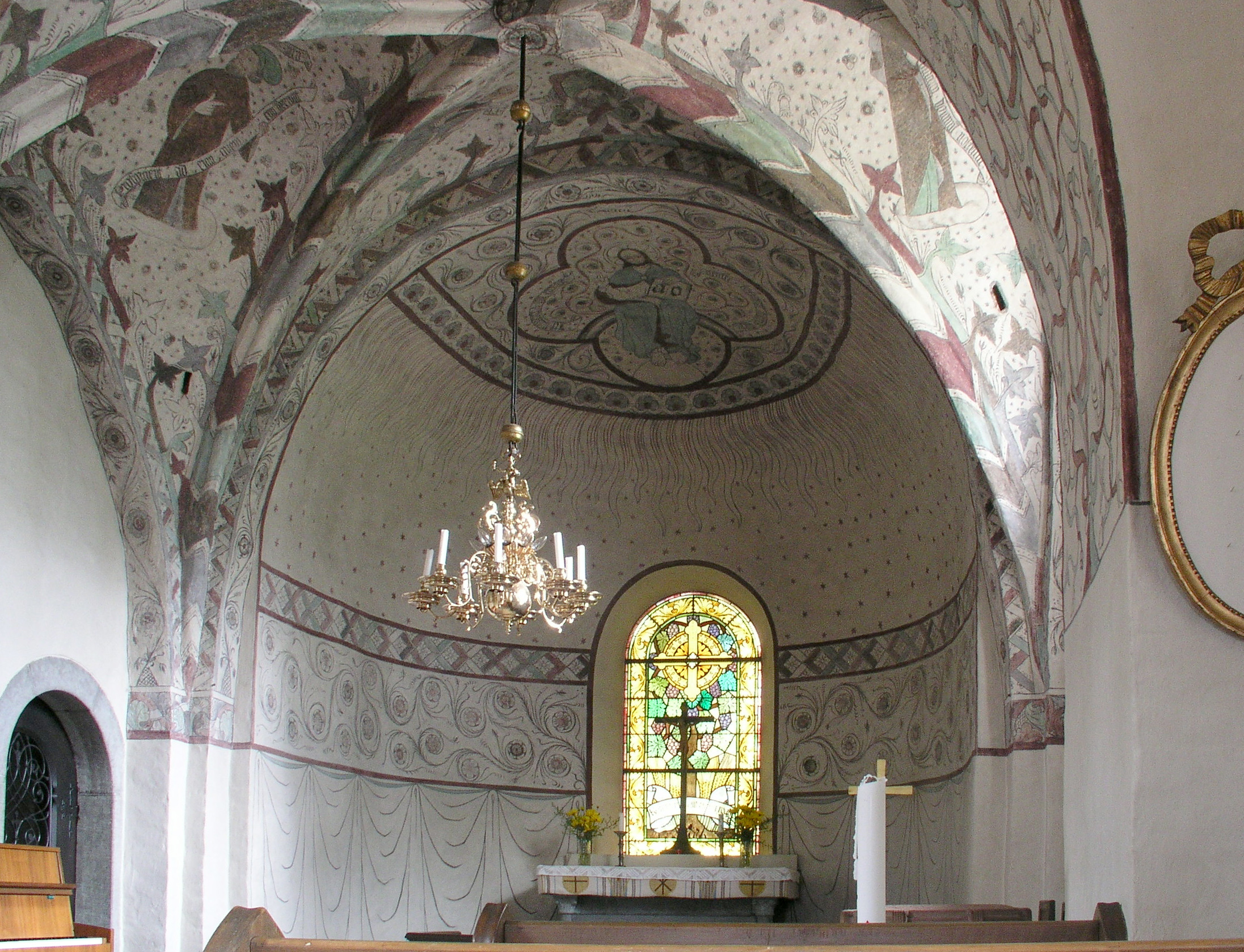
Kaga kyrka, Östergötland, restaurering med kalkmålning i korabsiden utfördes 1907.

Edvard August Bergh som landskapstecknare

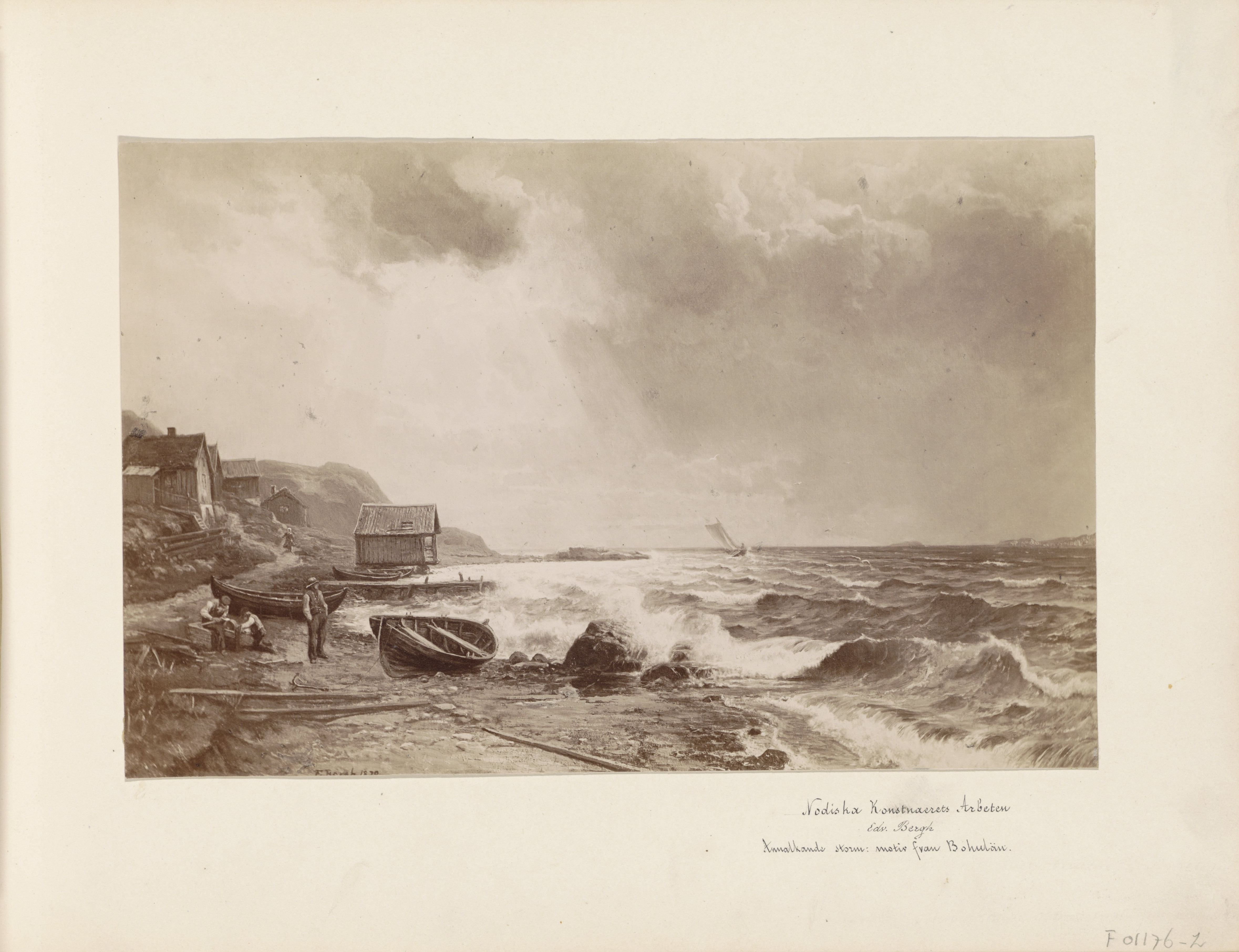
Annalkande storm med motiv fran Bohuslän, albumintryck (1850-1876), Rijksmuseum, Amsterdam, Nederländerna.
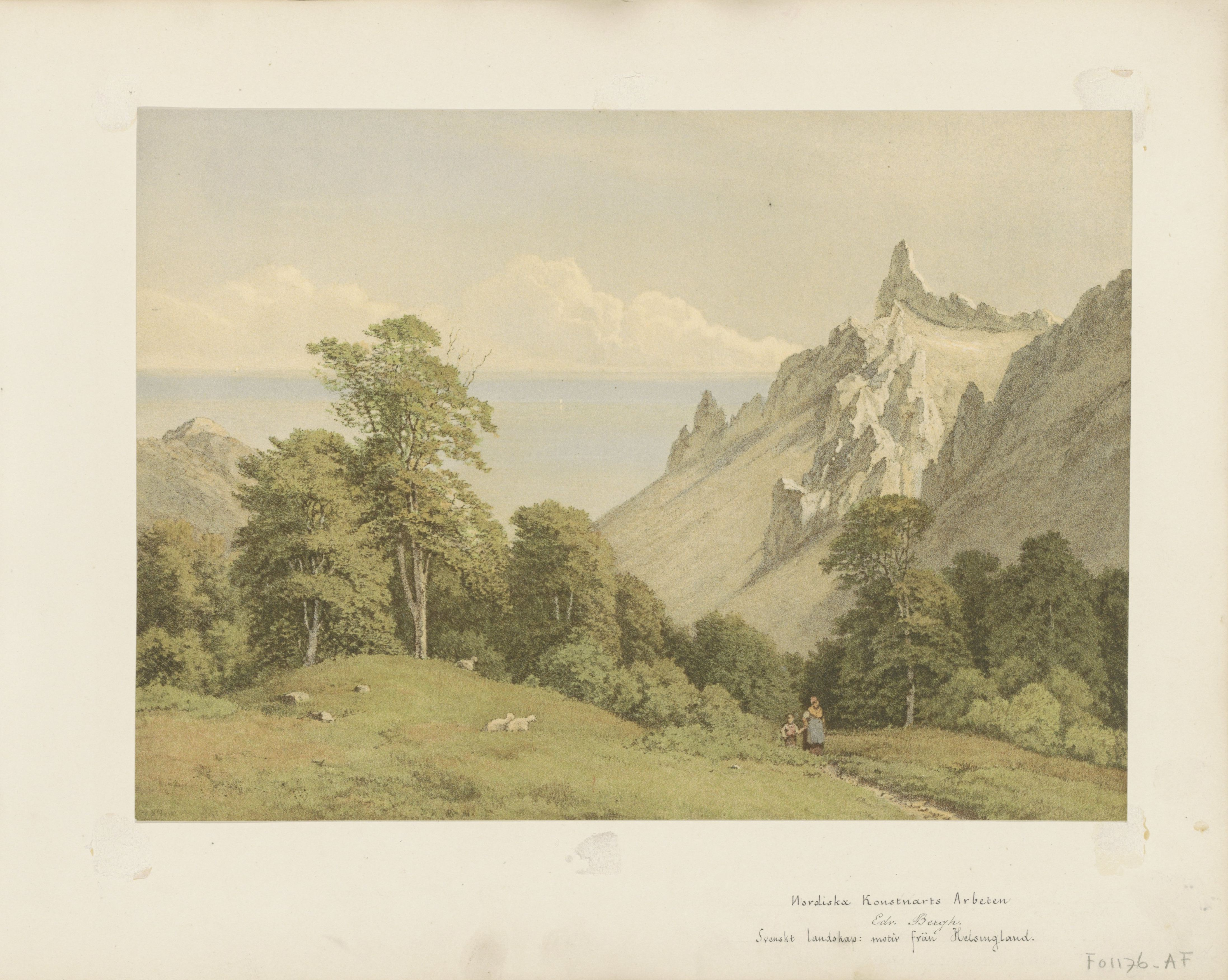
Svenskt landskap med motiv från Hälsingland, färglitografi (1853-1876), Rijksmuseum, Amsterdam, Nederländerna.